# Antoni Chruściel

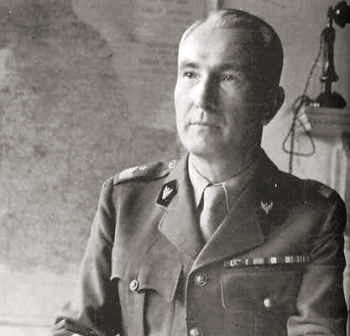
Antoni Chruściel w mundurze PSZ na Zachodzie 1945

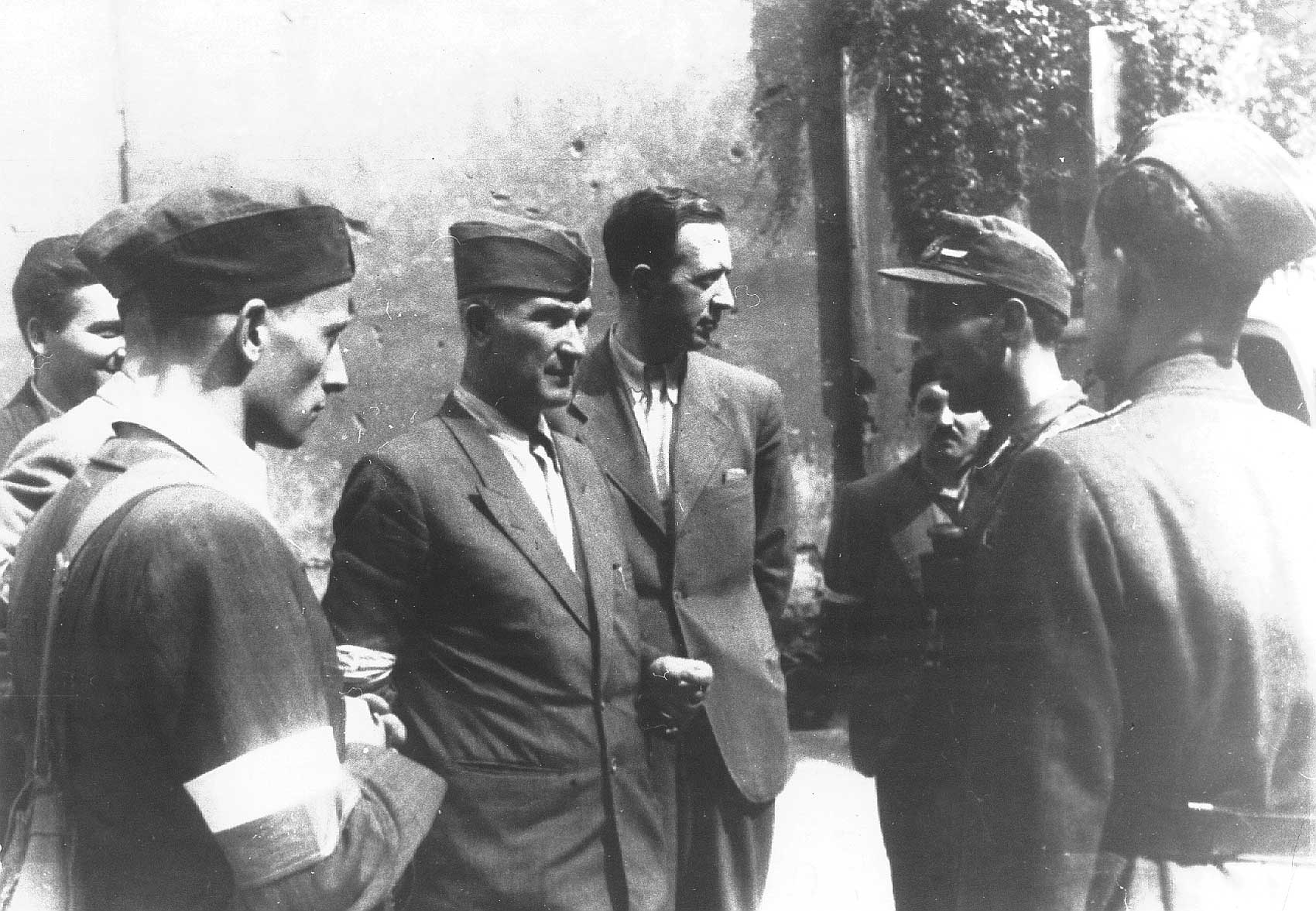
Antoni Chruściel (w środku) i Tadeusz Żenczykowski „Kania” (obok z prawej) w trakcie powstania warszawskiego

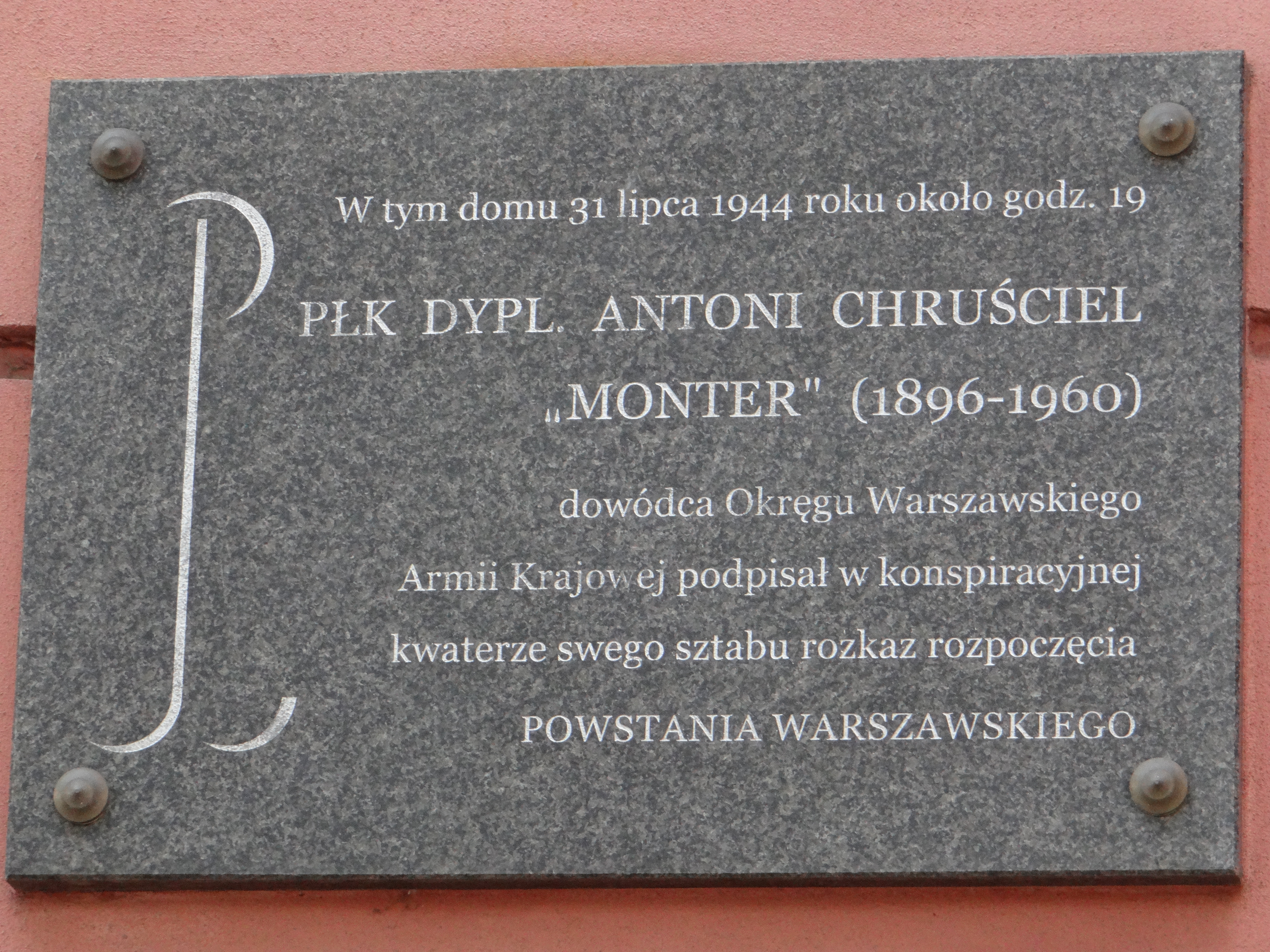
Tablica pamiątkowa na domu dochodowym Pocztowej Kasy Oszczędności w Warszawie, w którym Antoni Chruściel 31 lipca 1944 podpisał rozkaz o rozpoczęciu powstania warszawskiego

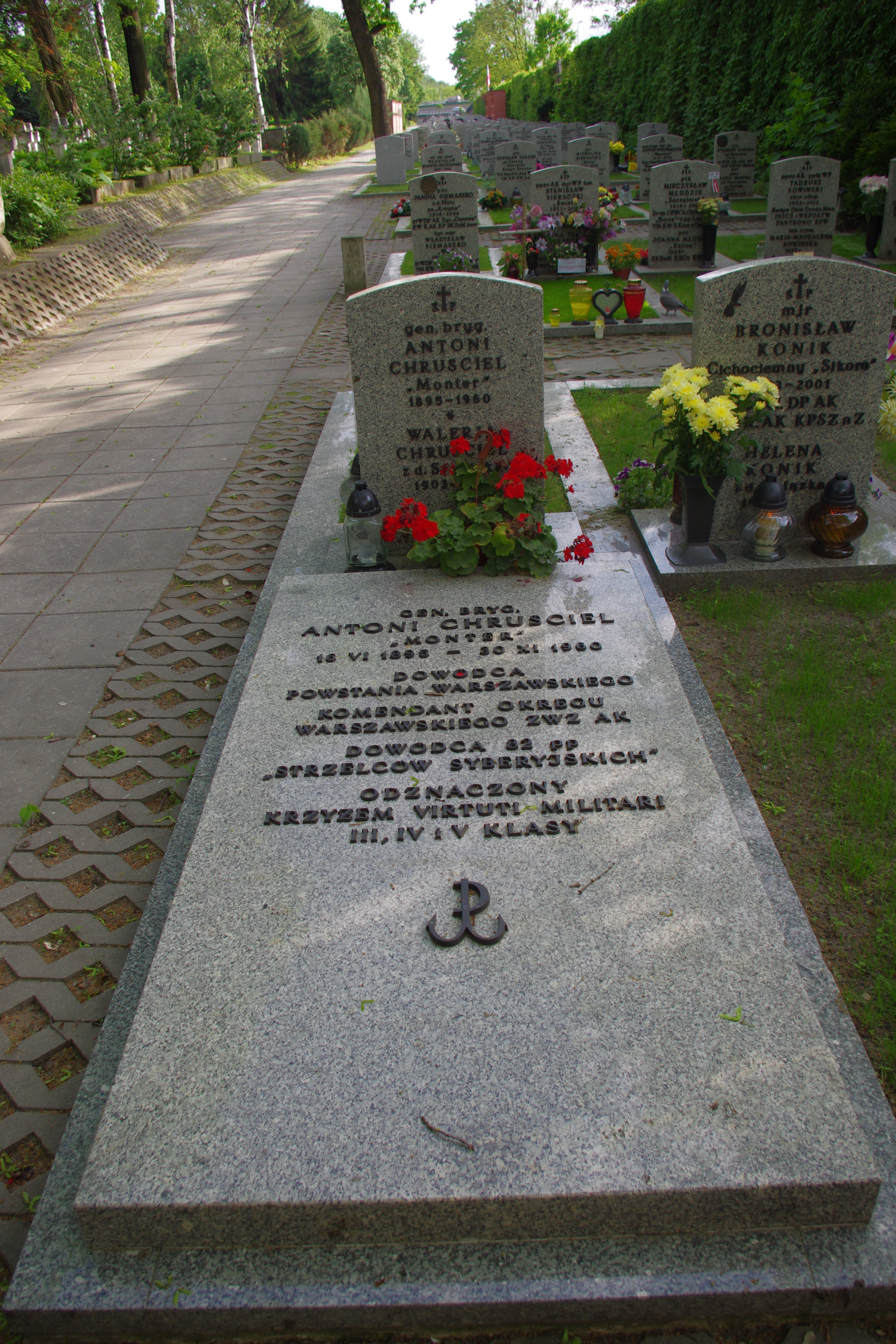
Nagrobek Antoniego Chruściela na Cmentarzu Wojskowym na Powązkach w Warszawie

Antoni Chruściel, ps. „Monter”, „Sokół”, „Cięciwa”, „Dozorca”, „Konar”, „Madej”, „Nurt”, „Ryż”, „Kaliński”, „Rzeczyca”, „Andrzej Smalawski”, „Adam” (ur. 16 czerwca 1895 w Gniewczynie Łańcuckiej, zm. 30 listopada 1960 w Waszyngtonie) – generał brygady Wojska Polskiego, komendant Okręgu Warszawa ZWZ.

## Młodość, wykształcenie i wczesna kariera wojskowa
Od 1909 działał w tajnym skautingu w Jarosławiu. W 1914 ukończył VI klasę C. K. Gimnazjum w Jarosławiu (w jego klasie do 1913 był Stanisław Graff). W sierpniu 1914 wstąpił do Legionu Wschodniego, a we wrześniu tego roku, po rozwiązaniu legionu, wcielony został do armii austro-węgierskiej, w której został skierowany do szkoły podoficerskiej, a następnie oficerów rezerwy. Po ukończeniu szkoły oficerskiej w latach 1915–1918 był kolejno: dowódcą plutonu, instruktorem szkoły i dowódcą kompanii w c. i k. 90 pułku piechoty z Jarosławia. Porucznik Antoni Chruściel przyczynił się wydatnie do tego, że jego jednostka, jako jedyna w armii austriackiej wróciła w listopadzie 1918 do garnizonu z bronią i sprzętem.

## II RP
Z dniem 1 stycznia 1919 został przyjęty do Wojska Polskiego z zatwierdzeniem posiadanego stopnia podporucznika ze starszeństwem z dniem 1 sierpnia 1916, zaliczony do 1 Rezerwy z powołaniem do służby czynnej na czas wojny aż do demobilizacji oraz przydzielony z dniem 1 listopada 1918 do 14 pułku piechoty w Jarosławiu. We wspomnianym oddziale dowodził 5 kompanią, a od grudnia 1921 – I batalionem. 19 sierpnia 1920 został zatwierdzony z dniem 1 kwietnia 1920 roku w stopniu kapitana, w piechocie, w grupie oficerów byłej armii austro-węgierskiej.
3 maja 1922 został zweryfikowany w stopniu kapitana ze starszeństwem z dniem 1 czerwca 1919 i 854. lokatą w korpusie oficerów piechoty. Od października 1922 był dowódcą 3, a następnie 6 kompanii w 42 pułku piechoty w Białymstoku. W trakcie służby odbył studia na Wydziale Prawno-Historycznym Uniwersytetu Jana Kazimierza we Lwowie; ukończył je w 1923 10 października 1923 przeniesiony został do Korpusu Kadetów nr 1 im. Marszałka Józefa Piłsudskiego we Lwowie na stanowisko dowódcy kompanii.
23 maja 1927 otrzymał przeniesienie do 6 pułku strzelców podhalańskich w Stryju na stanowisko dowódcy II batalionu. W latach 1929–1931 był słuchaczem Kursu Normalnego Wyższej Szkoły Wojennej w Warszawie. Z dniem 1 września 1931, po ukończeniu kursu i uzyskaniu dyplomu naukowego oficera dyplomowanego, przeniesiony został do Centrum Wyszkolenia Piechoty w Rembertowie na stanowisko wykładowcy. W październiku 1934 powrócił do WSWoj. na stanowisko wykładowcy taktyki. W styczniu 1937 rozpoczął staż na stanowisku zastępcy dowódcy 40 pułku piechoty „Dzieci Lwowskich”

## Druga Wojna Światowa
W marcu 1938 objął dowództwo 82 Syberyjskiego Pułku Strzelców im. Tadeusza Kościuszki w Brześciu. Na czele tego oddziału walczył w kampanii wrześniowej 1939 (do 28 września). Po kapitulacji Twierdzy Modlin dostał się do niewoli niemieckiej i został osadzony w obozie przejściowym Soldau (KL) w Działdowie, z którego zwolniony został w końcu października tego roku.
Od czerwca 1940 działał w konspiracji, pełniąc funkcję szefa Wydziału III taktyczno-wyszkoleniowego Związku Walki Zbrojnej. Od października był szefem sztabu Komendy Okręgu Warszawa-Miasto ZWZ, a od maja 1941 – komendantem tego Okręgu. 10 sierpnia 1942 został awansowany do stopnia pułkownika służby stałej.
Był zwolennikiem przeprowadzenia powstania w Warszawie. Po latach stwierdzał jednak, że liczył na to, iż z chwilą rozpoczęcia walk wszystko pójdzie według naszych planów, to jest nie tylko nasza akcja wojskowa, ale i pomoc w zrzutach i bombardowanie przez lotnictwo z zagranicy. (...) Gdybym był wiedział, że w Londynie nic nie przygotowano zawczasu, moja postawa wobec perspektywy walki w stolicy byłaby na pewno negatywna. Planując walki w Warszawie twierdził: Niemcy nie wytrzymają naszych uderzeń kierowanych ze wszystkich stron jednocześnie. (...) Żołnierz niemiecki jest zdemoralizowany odwrotem i zniechęcony do dalszego prowadzenia wojny, bić się nie będzie. Jednocześnie instruował podkomendnych: Kto nie będzie miał broni palnej, dostanie granaty, a dla kogo zabraknie granatów, niechaj bierze do ręki kamień, łom czy siekierę i tym zdobywa broń dla siebie.
W powstaniu warszawskim był dowódcą całości sił powstańczych. W rzeczywistości jego dowodzenie ograniczało się do części obwodu Śródmieście, gdzie w gmachu PKO od 15 sierpnia stacjonował jego sztab (wcześniej znajdował się on w hotelu Victoria). Z pozostałymi ośrodkami walczącej Warszawy w zasadzie nie miał bezpośredniej łączności, poza łącznikami docierającymi do niego sporadycznie, toteż jego wiedza o tym, co dzieje się w innych ogniskach walki na terenie stolicy, była bardzo skromna. Kontakt z Komendą Główną utrzymywał drogą radiową. Od 20 września 1944 dowodził Warszawskim Korpusem AK.
„Monter” długo uważał, że Niemcy wkrótce wycofają się z Warszawy, dlatego należy tak organizować działania, by im tego nie utrudniać. Początkowe pomysły aktywnego dowodzenia ograniczał do obszarów Śródmieścia, stąd też np. nie chciał udzielać pomocy oddziałom walczącym na Woli poprzez organizowanie kontruderzeń na grupę bojową Dirlewangera czy wspieranie ich dostawami amunicji. 8 sierpnia w rozkazie przeznaczonym dla komendantów obwodów Chruściel instruował ich między innymi: „Żołnierze nie uzbrojeni – noszą butelki zapalające, granaty lub po prostu kamienie o kształcie i wadze granatów ręcznych. Rozbiją one twarz żołnierza niemieckiego lub obezwładnią jego ręce całkiem skutecznie na bliską odległość. A tej amunicji nam nie brakuje”. Sprzeciwiał się rozmowom kapitulacyjnym z Niemcami proponowanym przez gen. Komorowskiego uznając, że lepszym rozwiązaniem będzie zwrócenie się do polskich komunistycznych władz wojskowych z prośbą o pomoc powstaniu. Był przewidywany na następcę gen. Komorowskiego na stanowisku dowódcy AK przez grupę wysokich oficerów AK, którzy chcieli odsunąć od dowodzenia gen. „Bora” w związku z jego, ich zdaniem, nieudolnym dowodzeniem powstaniem. 28 września, po otrzymaniu przez władze powstania niemieckich propozycji kapitulacyjnych generał Chruściel zdecydowanie sprzeciwiał się również ewakuacji ludności cywilnej w sytuacji, gdyby walka miała być kontynuowana, mówiąc: „Dzisiaj żołnierz wie, że walcząc, jednocześnie broni ludności cywilnej stolicy. Gdy braknie mieszkańców, można oczekiwać, że poczuje się żołnierz osamotniony i nie potrafi się zdobyć na obronę tej kupy gruzu, jaką dzisiaj przedstawia Warszawa”.
Za udział w powstaniu awansowany rozkazem gen. Kazimierza Sosnkowskiego do stopnia generała brygady.
Po kapitulacji powstania przebywał w Oflagu XIII D Nürnberg-Langwasser, a następnie w Oflagu IV C Colditz, skąd został uwolniony w maju 1945 przez armię amerykańską.

## Na emigracji

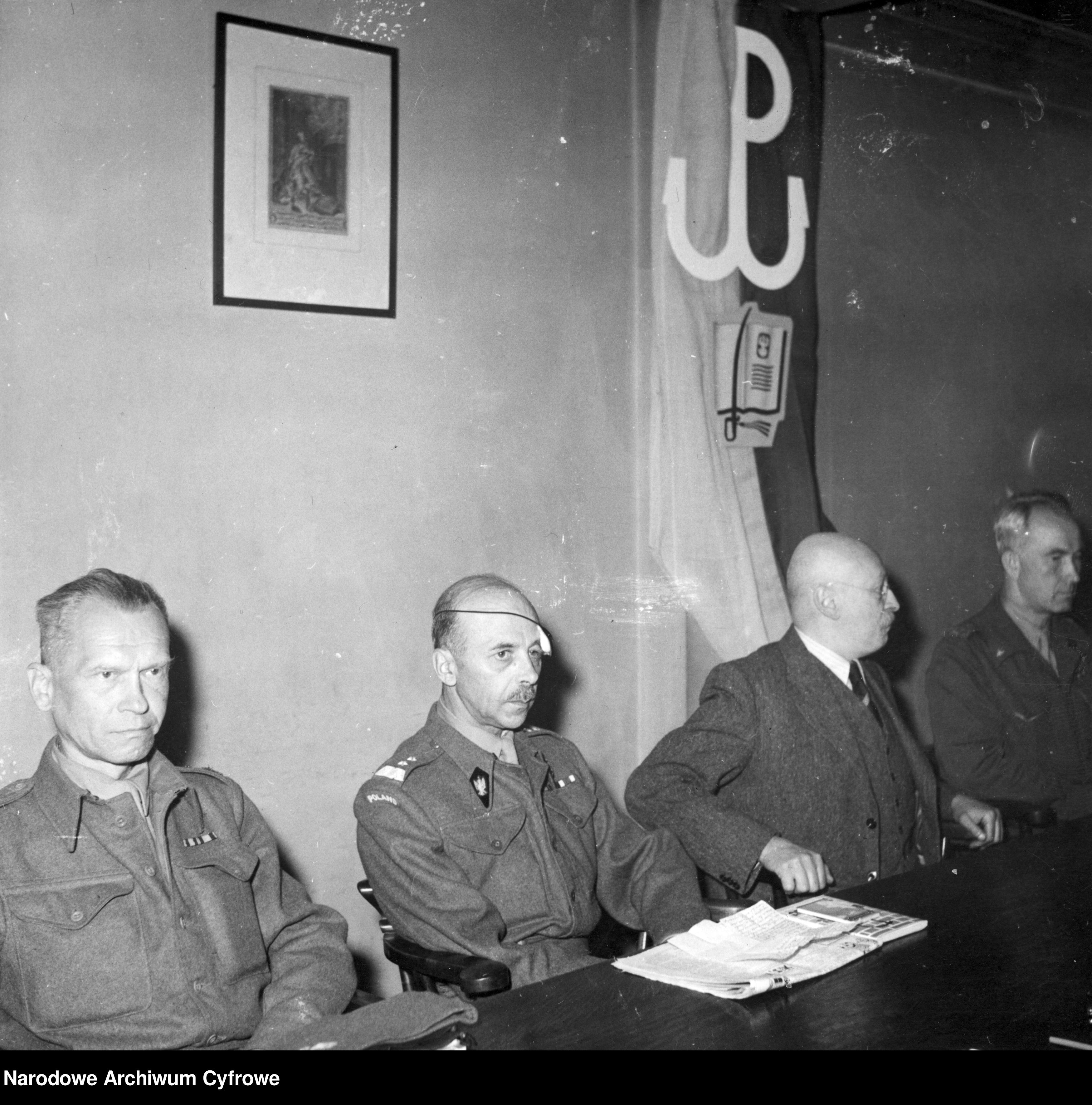
Od prawej: gen. Antoni Chruściel, Adam Pragier, gen. Tadeusz Bór-Komorowski, gen. Tadeusz Pełczyński, konferencja w Londynie, 19 maja 1945

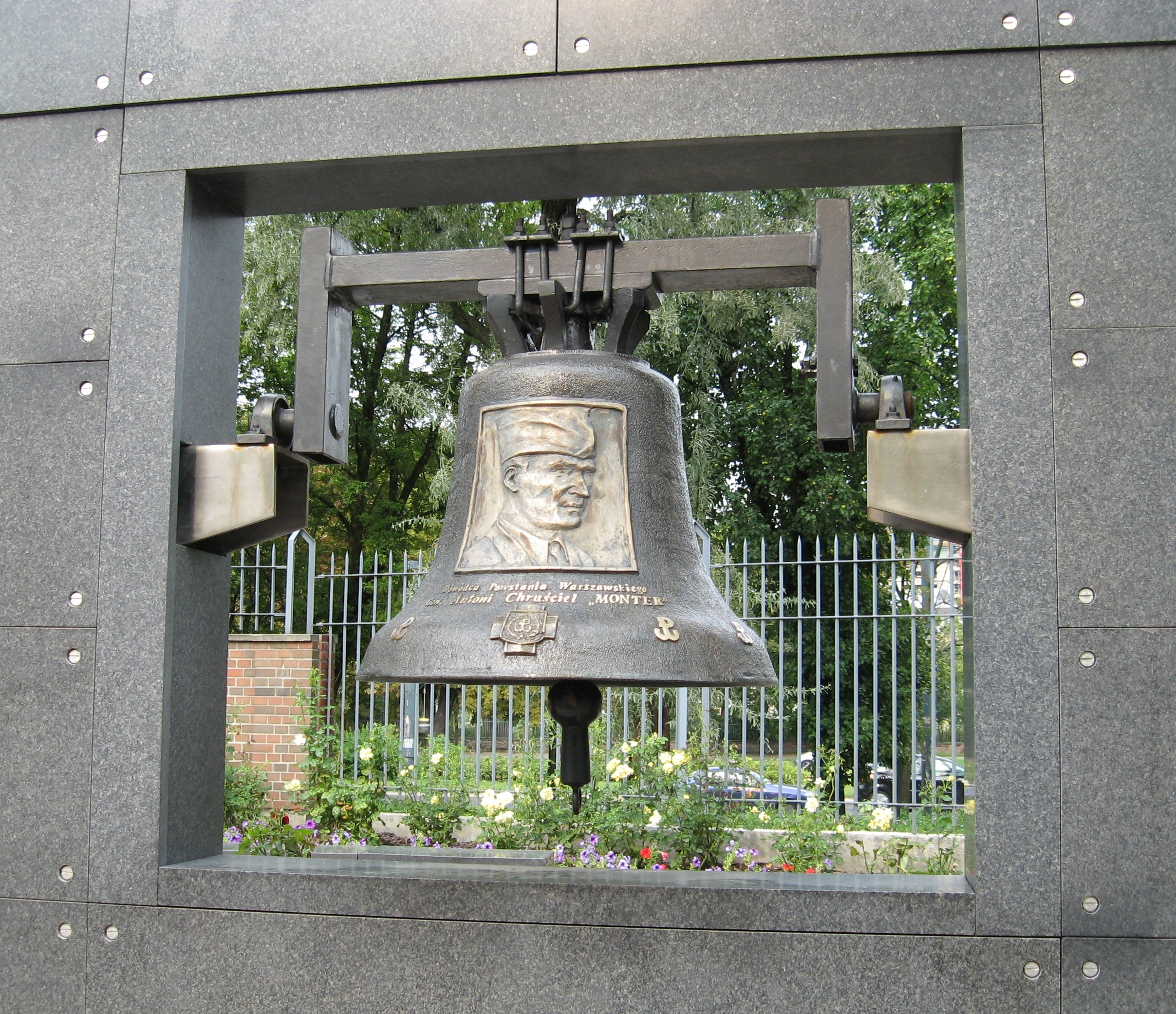
Dzwon „Monter”, poświęcony Antoniemu Chruścielowi w Muzeum Powstania Warszawskiego

Po wyzwoleniu z obozu jenieckiego wyjechał do Londynu. W lipcu 1945 został zastępcą szefa Sztabu Głównego do Spraw Wojska. We wrześniu 1945 został zastępcą szefa Sztabu Głównego do Spraw Ogólnych, a następnie szefa Głównej Komisji Likwidacyjnej PSZ i inspektora Komisji Likwidacyjnej. Od marca 1947 był także członkiem Rady Naczelnej Koła Żołnierzy Armii Krajowej.
26 września 1946 Tymczasowy Rząd Jedności Narodowej, na podstawie ustawy z 1920 o obywatelstwie Państwa Polskiego, pozbawił Chruściela obywatelstwa polskiego i stopnia generała w związku z „przyjęciem bez zgody właściwych władz polskich urzędu publicznego w państwie obcym, a to podejmując się funkcji współorganizowania Polskiego Korpusu Przysposobienia i Rozmieszczeń, będącego formacją paramilitarną stanowiącą część armii brytyjskiej”. W 1971 Rada Ministrów PRL, na czele której stał premier Piotr Jaroszewicz, uchyliła decyzję TRJN, ale uchwała w tej sprawie nie została opublikowana. W dniu 15 marca 1989 rząd PRL premiera Mieczysława Rakowskiego uchylił uchwałę pozbawiającą Chruściela obywatelstwa.
Od 1950 był delegatem zrzeszenia Wolność i Niezawisłość na Stany Zjednoczone, dokąd wielokrotnie wyjeżdżał, by w 1956 zamieszkać na stałe w Waszyngtonie, gdzie pracował do śmierci w kancelarii adwokackiej oraz jako tłumacz.
Z inicjatywy Polonii amerykańskiej jego szczątki przeniesione zostały do sanktuarium w Doylestown w Pensylwanii, nazywanego amerykańską Częstochową.

## Pochówek
28 lipca 2004 w 60. rocznicę powstania warszawskiego urny z prochami generała i jego małżonki Walerii zostały uroczyście sprowadzone do Polski i złożone w katedrze polowej Wojska Polskiego w Warszawie. 30 lipca na Cmentarzu Wojskowym na Powązkach odbył się pogrzeb generała. Jego prochy zostały złożone w kwaterze żołnierzy Polski Walczącej (18D-L01-1).
Decyzją prezesa Instytutu Pamięci Narodowej z dnia roku na wniosek prezesa koła Związku Kombatantów RP i Byłych Więźniów Politycznych w Nowym Targu, grób A. Chruściela został wpisany do prowadzonej przez IPN ewidencji grobów weteranów walk o wolność i niepodległość Polski pod numerem ewidencyjnym 341.

## Awanse
- podporucznik rezerwy piechoty – 1 sierpnia 1916[22]
- kapitan – zweryfikowany ze starszeństwem z dniem 1 czerwca 1919 w korpusie oficerów piechoty
- major – 3 maja 1926 ze starszeństwem z dniem 1 lipca 1925 i 88 lokatą w korpusie oficerów piechoty
- podpułkownik – 14 grudnia 1931 ze starszeństwem z  dniem 1 stycznia 1932 i 21 lokatą w korpusie oficerów piechoty
- pułkownik – 10 sierpnia 1942
- generał brygady – 14 września 1944

## Ordery i odznaczenia
- Krzyż Kawalerski Orderu Virtuti Militari nr 9 (5 czerwca 1947)[23]
- Krzyż Złoty Orderu Virtuti Militari nr 53 (28 września 1939)
- Krzyż Srebrny Orderu Virtuti Militari nr 2371 (13 kwietnia 1921)[24]
- Krzyż Wielki Orderu Odrodzenia Polski (pośmiertnie, 16 lipca 2008)[25]
- Krzyż Niepodległości
- Krzyż Oficerski Orderu Odrodzenia Polski
- Krzyż Walecznych (czterokrotnie: w 1921[26] i 28 września 1944)
- Złoty Krzyż Zasługi (10 listopada 1928)[27]
- Medal Pamiątkowy za Wojnę 1918–1921
- Medal Dziesięciolecia Odzyskanej Niepodległości
- Brązowy Medal za Długoletnią Służbę (1938)
- Krzyż Armii Krajowej
- Złoty Medal za Męstwo Wojskowe (Włochy)
- Brązowy Medal za Męstwo Wojskowe (dwukrotnie, Włochy)
- Medal Izery (Belgia)
- Krzyż Wojskowy Karola (Austro-Węgry)[28]
- Srebrny Medal Waleczności 1. Klasy (Austro-Węgry)
- Brązowy Medal Waleczności (dwukrotnie, Austro-Węgry)

## Upamiętnienia
Ulice imienia Antoniego Chruściela znajdują się w Przeworsku, Płocku (osiedle Zielony Jar) i w Warszawie (jedna z głównych ulic dzielnicy Rembertów).
W 1989 roku Szkole Podstawowej w Gniewczynie Łańcuckiej nadano imię Generała Antoniego Chruściela ps. „Monter”  dla upamiętnienia dowodzącego Powstaniem Warszawskim.
Na mocy decyzji Ministra Obrony Narodowejz dnia 10 lipca 2024 roku, 18 Stołeczna Brygada Obrony Terytorialnej otrzymała imię gen. Antoniego Chruściela ps. "Monter". 